# Psychotria conjugens
Psychotria conjugens är en måreväxtart som beskrevs av Johannes Müller Argoviensis. Psychotria conjugens ingår i släktet Psychotria och familjen måreväxter. Inga underarter finns listade i Catalogue of Life.